# San Roberto Bellarmino
San Roberto Bellarmino är en kyrkobyggnad och titelkyrka i Rom, helgad åt den helige Roberto Bellarmino. Kyrkan är belägen vid Piazza Ungheria i quartiere Parioli och tillhör församlingen San Roberto Bellarmino.
Kyrkan förestås av Jesuitorden. Den nuvarande påven Franciskus var kardinalpräst av San Roberto Bellarmino från 2001 till 2013.

## Historia
Kyrkan uppfördes åren 1932–1933 efter ritningar av arkitekten Clemente Busiri Vici. Kyrkan konsekrerades dock inte förrän den 30 maj 1959 av ärkebiskop, sedermera kardinal, Luigi Traglia.
Kyrkans fasad har en portik och två oktogonala kampaniler. Dedikationsinskriptionen lyder: DEO OPTIMO MAXIMO IN HONOREM S. ROBERTI BELLARMINO ECCL. DOC. DICATVM.
Interiörens glasmålningar med scener ur den helige Roberto Bellarminos liv är designade av Alessandra Busiri Olsoufieff.
Det ursprungliga ad orientem-högaltaret skänktes till kyrkan av operasångaren Beniamino Gigli. Absidmosaiken framställer den helige Roberto Bellarminos förhärligande; inskriptionen lyder: O DOCTOR OPTIME ECCLESIAE SANCTAE LUMEN B ROBERTE, DEPRECARE PRO NOBIS FILIUM DEI.

## Titelkyrka
Kyrkan stiftades som titelkyrka av påve Paulus VI år 1969.
Kardinalpräster
- Pablo Muñoz Vega: 1969–1994
- Augusto Vargas Alzamora: 1994–2000
- Jorge Mario Bergoglio: 2001–2013, sedermera påve Franciskus
- Mario Aurelio Poli: 2014–

## Kommunikationer
- Busshållplats – Roms bussnät, linje 52
- Busshållplats – Roms bussnät, linje 360
- Busshållplats – Roms bussnät, linje 168